# Стара Домбя
Стара Домбя (пол. Stara Dąbia) — село в Польщі, у гміні Рики Рицького повіту Люблінського воєводства.
Населення — 280 осіб (2011).

## Демографія
Демографічна структура станом на 31 березня 2011 року:
|          | Загалом | Допрацездатний вік | Працездатний вік | Постпрацездатний вік |
| -------- | ------- | ------------------ | ---------------- | -------------------- |
| Чоловіки | 145     | 29                 | 95               | 21                   |
| Жінки    | 135     | 25                 | 75               | 35                   |
| Разом    | 280     | 54                 | 170              | 56                   |